# 鈴塚
鈴塚（すずつか/Suzutsuka）は茨城県守谷市の地名。旧北相馬郡鈴塚村。郵便番号は302-0126。

## 地理
守谷市の南部に位置し、市内で最も面積の小さい町である。かつては現在の松ケ丘二、三、四、五、七丁目の各一部までが元の範囲であった。東、北は松ケ丘、南、西は高野と接している。

## 歴史

### 地名の由来
一説には、平将門がこの地に大鈴を埋めて塚を築き、戦勝祈願を行ったことから鈴塚と呼ぶようになったと伝えられている。また、松ケ丘（旧鈴塚）の松ケ丘公園付近に五十塚古墳群と呼ばれる古代遺跡があり、それが鈴塚の由来とも言われている。五十塚の五十とは、多くある数の形容詞で、塚が多くあるということを意味しており、その塚があたかも鈴なりのように連なっているからという説である。

### 沿革
- 1869年（明治2年）　葛飾県相馬郡鈴塚村となる。
- 1871年（明治4年）　廃藩置県により印旛県相馬郡鈴塚村となる。
- 1873年（明治6年）　県の統合により千葉県相馬郡鈴塚村となる。
- 1875年（明治8年）　境界変更により千葉県から茨城県に移管。茨城県相馬郡鈴塚村となる。
- 1878年（明治11年）　相馬郡が、南相馬郡と北相馬郡に分離し、北相馬郡鈴塚村となる。
- 1889年（明治22年）　北相馬郡高野村、乙子村と合併し、北相馬郡高野村大字鈴塚となる。
- 1955年（昭和30年）　守谷町と合併し、北相馬郡守谷町大字鈴塚となる。
- 2002年（平成14年）　市制施行により、守谷市鈴塚となる。

## 世帯数と人口
2025年（令和7年）6月1日現在の世帯数と人口は以下の通りである。
| 大字 | 世帯数 | 人口  |
| ---- | ------ | ----- |
| 鈴塚 | 39世帯 | 102人 |

## 交通
地内にはバス停留所はないが、守谷駅までの路線バスが地域内を通過しており、｢松ケ丘三丁目｣や｢松ケ丘公園前｣のバス停が近い。

## 小・中学校の学区
| 番地 | 小学校     | 中学校         |
| ---- | ---------- | -------------- |
| 全域 | 高野小学校 | けやき台中学校 |